# María del Carmen Murature de Badaracco
María del Carmen Murature de Badaracco (n. 18 de septiembre de 1918, ciudad de Victoria, Entre Ríos- f. 1 de junio de 2010) fue una maestra, profesora, poeta y descada historiadora entrerriana. .

## Reseña biográfica
María del Carmen Murature de Badaracco se recibió de Maestra Normal y de profesora de idioma francés en Córdoba.
Mientras desempeñaba la docencia se dedicó a la investigación de la historia entrerriana y nacional, tarea que culminó con la publicación de obras significativas.
Participó en congresos y jornadas de historia y de toponimia, publicó en diarios y periódicos de distintas localidades de Entre Ríos y en La Vanguardia de Buenos Aires.
Fue miembro y expresidenta de la Comisión de Lugares y Monumentos Históricos de Victoria, Filial Dr. Ramón Febre; Miembro de Número de la Junta de Estudios Históricos de Entre Ríos; Miembro Correspondiente del Instituto Ramiriano de Concepción del Uruguay; Presidenta Honoraria de la Asociación Sanmartiniana de Victoria y Miembro Correspondiente del Instituto Urquiza de Buenos Aires.
Además de su obra histórica publicó poesía y poemas en prosa.
Su trayectoria fue reconocida, recibiendo una Mención Especial del Consejo General de Educación por su libro Historia de Entre Ríos, adoptado como  Texto de Estudio de las Escuelas de la Provincia y el premio ALICIA 95 de la Institución Una actitud ante la Vida inspirada en la vida de la Dra. Alicia Moreau de Justo.
En 1996 fue declarada Ciudadana Ilustre de la Ciudad de Victoria. Municipalidad y H.C. Deliberante.
Falleció el 1 de junio de 2010.

## Obras
- Cien años de lucha (ensayo histórico sobre la comunicación fluvial Victoria-Rosario, 1956)
- La educación en La Matanza-Victoria (Desde los orígenes hasta 1900): Victoria (1963)[3]
- Entre Ríos: Manual de historia. Paraná, Arg. Tall. Gráf. "Nueva Impr." 1963[4]
- Historia de Entre Ríos: Manual de Historia. Paraná, Arg. Ed. "Nueva Impr." 1967[5]
- Hogar de niñas María Oberti de Basualdo (Ensayo histórico en colaboración con Carlos Anadón); Victoria; 1970[6]
- Historia de La Matanza [Victoria] Desde los orígenes hasta 1900 (edic. Municipalidad de Victoria, 1968).[7]
- Alta es la noche:  “El Crisol Literario”, Victoria, 1963);[8]
- Horas. Poema en soledad (1965)
- El río memorioso  Entre Ríos; El Autor (1971).[9]
- Colectividad italiana en Victoria, E.Ríos,  Carlos A. Anadón, María del Carmen Murature de Badaracco.  Victoria : [s.n.], 1976  [10]
- Cantos del amor.  Buenos Aires : Ediciones Acanto, (1978)[11]

## Distinciones
- Mención Especial del Consejo General de Educación.
- ALICIA 95 de la Institución Una actitud ante la Vida inspirada en la vida de la Dra. Alicia Moreau de Justo.
- Ciudadana Ilustre de la Ciudad de Victoria. Municipalidad y H.C. Deliberante. 1996